# Stefano Roncoroni
Stefano Roncoroni (Roma, 21 marzo 1940) è un regista, sceneggiatore e critico cinematografico italiano.

## Biografia
Per la RAI ha diretto e sceneggiato due film TV tratti da famose opere letterarie: Mozart in viaggio verso Praga dal romanzo di  Eduard Mörike e Verso l'ora zero dall'omonimo giallo di Agatha Christie.
Ha partecipato in due occasioni al festival di film italiani Annecy cinéma italien con un film in concorso: nel 1988 con Giallo alla regola e nel 1993 con La fine dell'intervista.

## Filmografia

### Regia e Sceneggiatura
- Mozart in viaggio verso Praga - film TV (1974)
- Verso l'ora zero - film TV (1980)
- Giallo alla regola (1988)
- La fine dell'intervista (1994)

## Riconoscimenti
- Annecy cinéma italien
  - 1988: film in concorso - Giallo alla regola
  - 1993: film in concorso - La fine dell'intervista